# Utonilo je sonce
Utonilo je sonce je slovenska mladinska dramska barvna TV nadaljevanka iz leta 1975, posneta po knjigi Kukavičji Mihec pisatelja Pavla Zidarja. Predvajal jo je prvi program TV Ljubljana ob 20.00, od 23. marca 1975.

### Zgodba
Za Mihca z vzdevkom Kukavičji pravijo, da ni zakonski in da je njegov oče dalmatinski krošnjar. Zapostavljen je doma in v vaški srenji, v šoli ga ne razumejo in zaide v konflikte. Rada ga imata samo mama in Ferenc, s katerim pobegne. Marsikaj doživita, nato pa Ferenca zaprejo. Mihca dajo v družino, ki nima razumevanja zanj, zato zopet pobegne. Kot odrasel mož se vrne domov, kjer ga čakajo razočaranja in tragičen konec.

## Produkcija
Začeli so snemati jeseni 1974.

## Epizode
| Št. | Naslov           | Datum predvajanja | Zgodba |
| --- | ---------------- | ----------------- | --- |
| 1.  | Kukavičji Mihec  | 23. marec 1975    | |
| 2.  | Ferenc, Ferenc   | 30. marec 1975    | Iz Mihca se norčujejo v šoli in učiteljica ga ne razume. Pride do spopada. Osamljeni Mihec je vse bolj navezan na potepuha Ferenca. Skleneta beračiti na božji poti. Mama išče pobeglega sina in utone v Savi. |
| 3.  | Amerika je daleč | 6. april 1975     | |
| 4.  | Ne jokaj, Mihi   | 13. april 1975    | |
| 5.  | Sledovi časa     | 20. april 1975    | |
| 6.  |                  | 27. april 1975    | |

## Zasedba
- Zlatko Dobrič: Mihec
- Aleksander Valič: Ferenc
- Štefka Drolc: mama
- Majda Grbac
- Janez Rohaček